# Bank of the West Classic 1997
Bank of the West Classic 1997 — жіночий тенісний турнір, що проходив на відкритих кортах з твердим покриттям Taube Tennis Center у Стенфорді (США). Належав до турнірів 2-ї категорії в рамках Туру WTA 1997. Відбувсь удвадцятьшосте і тривав з 21 до 27 липня 1997 року. Перша сіяна Мартіна Хінгіс здобула титул в одиночному розряді.

## Фінальна частина

### Одиночний розряд
Мартіна Хінгіс —  Кончіта Мартінес 6–0, 6–2
- Для Хінгіс це був 11-й титул за сезон і 17-й — за кар'єру.

### Парний розряд
Ліндсі Девенпорт /  Мартіна Хінгіс —  Кончіта Мартінес /  Патрісія Тарабіні 6–1, 6–3
- Для Девенпорт це був 8-й титул за сезон і 26-й — за кар'єру. Для Хінгіс це був 12-й титул за сезон і 18-й — за кар'єру.